# Fogo contra Fogo
Fire with Fire (bra/prt: Fogo contra Fogo) é um filme de ação de 2012 produzido nos Estados Unidos, dirigido por David Barrett com atuações de Josh Duhamel, Bruce Willis e Rosario Dawson.